# لی گونگ جو
لی گونگ جو (انگلیسی: Lee Gong-joo؛ زادهٔ ۲۵ مارس ۱۹۸۰) بازیکن هندبال اهل کره جنوبی است.